# 東樺太海流
東樺太海流（ひがしからふとかいりゅう、英: East Sakhalen Current）とはオホーツク海西部・樺太の東側を南下する海流。オホーツク海には12の海流が確認されており、主要な流れとしてみられるのが、オホーツク海を反時計回りに流れるものである。東樺太海流はそのうちの一つで、樺太の東側を南下する海流である。この海流は、低温・低塩分水が特徴でアムール川からの流入水が主な供給源と考えられている。
かつては、オホーツク海の循環については、系統だった調査は行われてきておらず、経験的なものから得られた情報が、日本・ロシアの古い文献などに描かれている程度しか判明していなかった。しかし、冷戦の終結に伴い、調査が行いやすくなり、1990年代後半以降、実態が解明されるようになってきた。
この海流は2つの流れになっていることが、明らかとなっている。一つは樺太東部沿岸を南下し、北海道沖まで達し、北海道オホーツク海沿岸域を東から西に流れ、知床半島に至る。もう一つは樺太東部沿岸から東に向かい、千島列島付近で時計回りの方向にいくつもの渦を巻き起こす。海流の流速は、樺太東側の北緯53°付近で、北緯53°の水深200mにおける月平均流速のピークは、1月に37±9cm/sの最大値を示し、7月に10±8cm/sの最小値を示した。海流の幅は約150km、深さは最大1000mにも及ぶ。年平均の流量は約7Sv（l Sv ＝10^6 ㎥/s ）と見積られた。これは黒潮の流量の2〜3割、日本海の対馬暖流の流量の約3倍に相当し、縁海の流れとしてはか なり大きなものである。また、各季節（夏季、冬季）にみられる流量は著しく季節変動し、冬季における流量は夏季におけるそれより10倍程度大きい。この理由としては、冬季におけるアリューシャン低気圧の発達に伴い、北風が優勢になることで、東樺太海流の勢力が強まることが考えられている。この海流は、冬季には北海道付近まで海氷も運ぶため、それに伴い熱量の負の移送および淡水の移送も発生する。この海流の影響により、オホーツク海の海水は北得撫水道（ブッソル海峡:得撫島と新知島の間の海峡であり、千島海峡の中で最も深く広い海峡となっている）を通じ、太平洋へと流出し、北太平洋中層水の起源になっているとされる。このように、気候形成や物質循環にも重要な役割を果たしていると考えられる。
また、サハリン油田で油流出が起こった場合、汚染物質を北海道沖まで運んでしまう海流でもあり、その点にも関心が払われる。